# Анархизм в Мексике

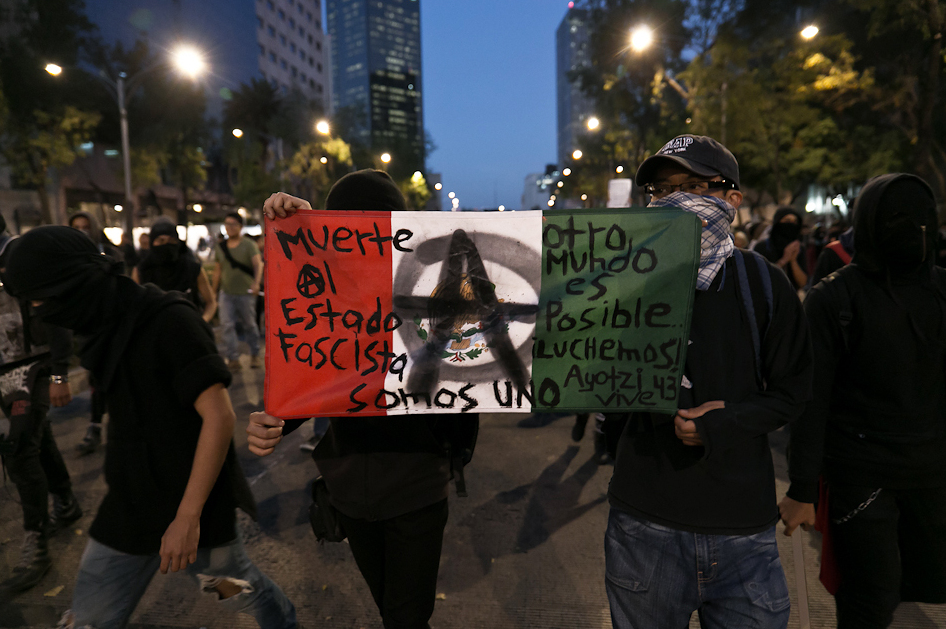
Анархисты в Мексике с анархистским вариантом мексиканского флага

Анархизм в Мексике простирается от организации крестьянских рабочих Плотиносом Родоканакисом в 1890-х годах до активности Рикардо Флореса Магона, Мексиканской революции и панк-субкультур 1990-х годов.

## История

### Зарождение и раннее движение
Мексиканское анархистское движение возникло в середине XIX века, как результат уникального исторического развития Мексики, так и европейского влияния. Утопические идеи и движения пошли дальше. Васко де Кирога попытался в 1530-х годах создать «Утопию» Томаса Мора в двух общинах, в то время как священник и сенатор Хосе Мария Альпудре попытался основать ещё одно социалистическое сообщество масонов в 1825 году. В 1828 году английский социалист Роберт Оуэн попросил у мексиканского правительства разрешения основать утопическую колонию в Техасе. Мексиканский радикал Мельчор Окампо, находясь в изгнании в Новом Орлеане, прочитал произведения Шарля Фурье и Пьера-Жозефа Прудона, а также перевёл главу из «Философии бедности» последнего.

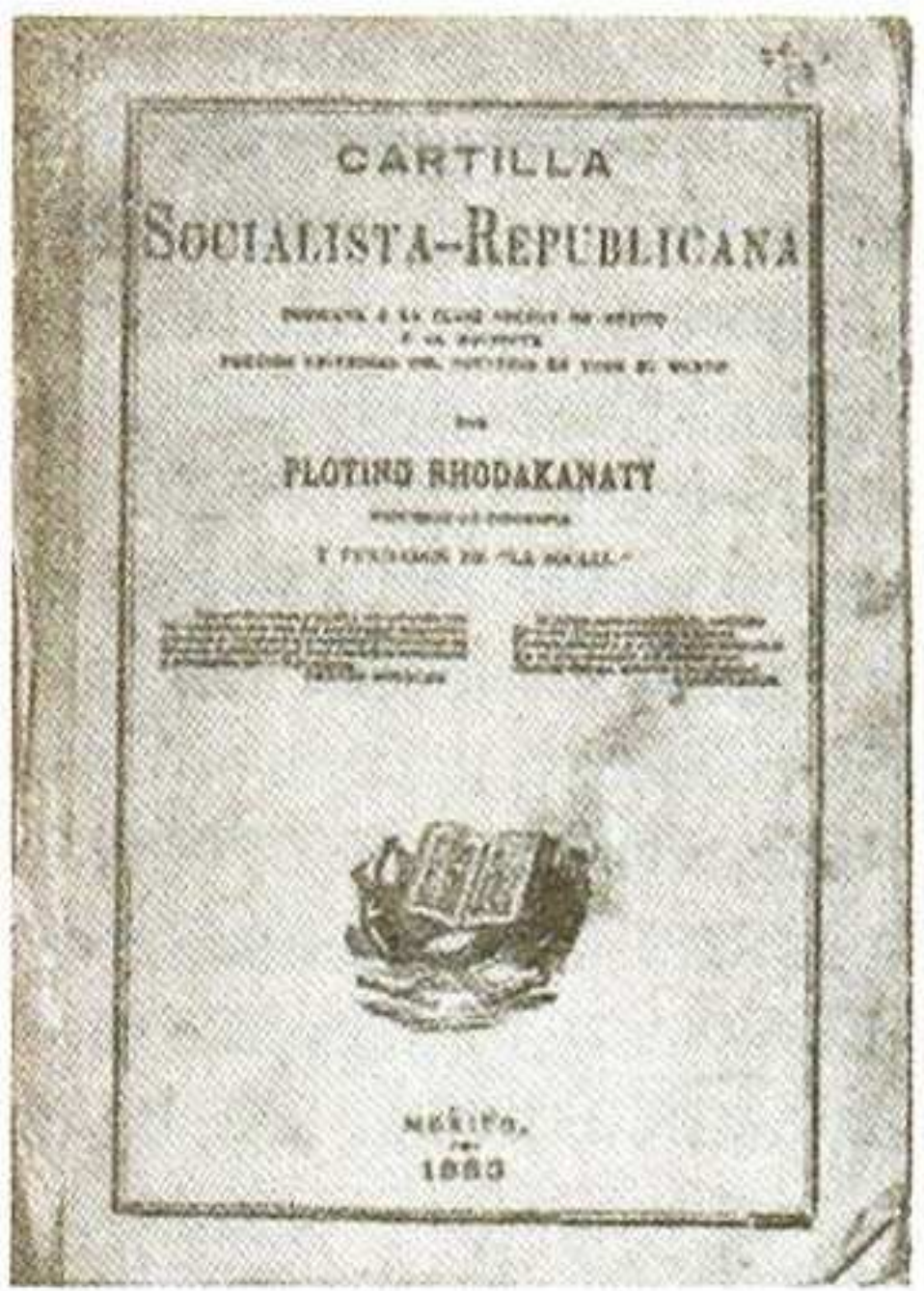
Обложка брошюры Плотиноса Родаканати «Cartilla Socialista-Repúblicana» 1883 года

Философ греческого происхождения Плотинос Родаканати, как и анархист аристократического происхождения Михаил Бакунин, прибыл в Мексику в феврале 1861 года и был первым сторонником анархистских идей в стране. Он участвовал в неудавшейся Венгерской революции 1848 года, а затем в Берлине познакомился с идеями Гегеля, Фурье и Прудона. Прибыв в Мексику, он пришёл к выводу, что традиционные мексиканские крестьянские деревни уже воплощают в жизнь идеалы Фурье и Прудона. Он написал брошюру «Cartilla Socialista», первое социалистическое издание в Мексике, чтобы привлечь сторонников в этой борьбе. Он утверждал, что человечество по сути было хорошим[проверить перевод], но было развращено частной собственностью, социальным неравенством и эксплуатацией. Ему не удалось завоевать сторонников для своих аграрных колоний. Он занял преподавательскую должность и основал группу студентов-социалистов. После установления Парижской коммуны в 1871 году группа Родаканати сосредоточил своё внимание на городских рабочих и основал пролетарское анархистское движение. Хотя нравственная пропаганда Родаканати не распространялась за пределы молодых ремесленников и крестьян, он вдохновил Хулио Лопеса Чавеса возглавить крестьянское восстание в конце 1860-х годов.
В середине XIX века рабочие организации столкнулись с неадекватными условиями труда. Группы мутуалистов предлагали своим членам компенсацию за безработицу, отпуск по болезни и старость и были сосредоточены на предоставлении равных социальных условий работникам, а не на критике капитализма. Отдельно анархистские группы, которые обвиняли капитализм и государство в бедах рабочих, поощряли протесты рабочих под влиянием европейского анархистского движения. Анархисты организовали первые в стране промышленные забастовки. Группы сторонников взаимопомощи не решались на забастовку, но в конце концов присоединились. Забастовки, в основном из-за заработной платы и условий труда, были в основном в текстильной и горнодобывающей промышленности.

### Мексиканская революция

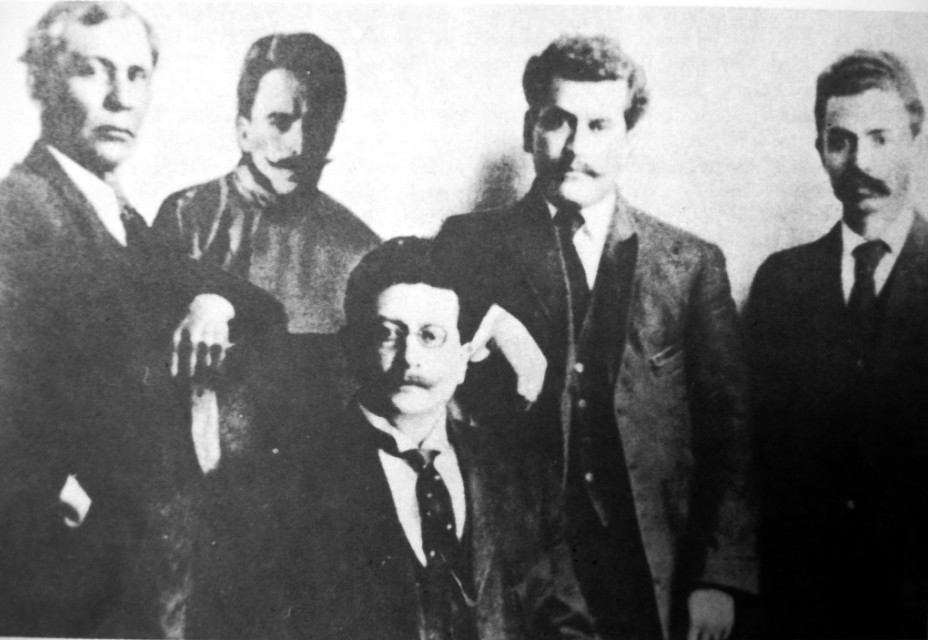
Основатели Мексиканской либеральной партии (МЛП) в 1910 году; слева — Фигероа, Ансельмо Л., второй слева — Герреро, Пракседис, сидит — Рикардо Флорес Магон, второй справа — Магон, Энрик Флорес; справа — Ривера, Либрадо

Рикардо Флорес Магон был выдающейся фигурой мексиканского анархизма начала XX века и прародителем Мексиканской революции 1910 года. Вместе со своим братом Энрике он издавал газету «Возрождение». Движение их последователей позже было известно как магонисты.
Ансельмо Л. Фигероа был мексиканско-американским анархистским политическим деятелем, журналистом и членом Организационного совета Мексиканской либеральной партии (МЛП). Он был заключён в тюрьму в Соединённых Штатах между 1911 и 1914 годами из-за нарушения законов о нейтралитете США. Он издавал газету «Возрождение», официальную газету МЛП, до и после своего тюремного заключения. Во время восстаний абонентская плата «Возрождения» составляла около 1000 долларов США в неделю. Даже после покрытия расходов на его публикацию несколько сотен долларов в неделю выделялось на революционные цели MLP. Меньшие суммы денег были получены организацией от внешних доноров. «Возрождение» публиковалось до 1918 года. Она была распространена в мексиканских общинах в Соединённых Штатах и использовалась там на уроках грамотности, поскольку книг часто не хватало.
Хуана Белен Гутьеррес де Мендоса была анархисткой и феминистской активисткой, типографом, журналисткой и поэтессой, родившейся в Сан-Хуан-дель-Рио, Дуранго, Мексика. В то время как многие женщины внесли свой вклад в Мексиканскую революцию 1910—1920 годов, сражаясь бок о бок со своими мужьями, другие писали против несправедливости режима Диаса. В мае 1901 года она издавала антидиасовскую газету под названием «Vésper». Она нападала на духовенство в Гуанахуато и писала письма против иностранного господства в Мексике. Она также писала статьи против режима Диаса и критиковала Диаса за то, что он не выполнял просьбы и потребности людей. В результате её газета была конфискована, и Диас также несколько раз сажал её в тюрьму в период с 1904 по 1920 год. Она основала новую газету под названием «Эль Десмонте» (1900—1919) и продолжила свою писательскую деятельность. Она переводила на испанский язык произведения Петра Кропоткина, Михаила Бакунина и Пьера Жозефа Прудона.

### Мексиканская федерация анархистов
Мексиканская федерация анархистов (исп. Federación Anarquista Mexicana) — мексиканская анархистская организация, существовавшая с 28 декабря 1945 до 1970-х годов. Она возникла, как объединение Федерации анархистов Центра и Федерации анархистов Федерального округа. Организация также издавала периодическое издание «Возрождение». Мексиканская федерация анархистов была полна испанских анархистов, которые искали убежища в Мексике, спасаясь от диктатуры Франсиско Франко.
Вскоре после своего основания организация привлекла внимание мексиканской полиции и мексиканского правительства после того, как несколько испанских анархистов в изгнании вместе с членами Мексиканской федерации анархистов были арестованы при попытке ограбления грузовика, перевозившего большие суммы денег от пивной промышленности.

### Настоящее время
Образованный в 1997 году «Народный совет коренных народов штата Оахака» представляет собой массовую организацию, основанную на философии Рикардо Магона. В столице того же штата Оахака в 2006 году в результате забастовок учителей, переросших в крупное восстание, Народная ассамблея народов Оахаки (APPO) установила низовое самоуправление на квазианархистских принципах.